# Beechcraft AQM-81A Firebolt

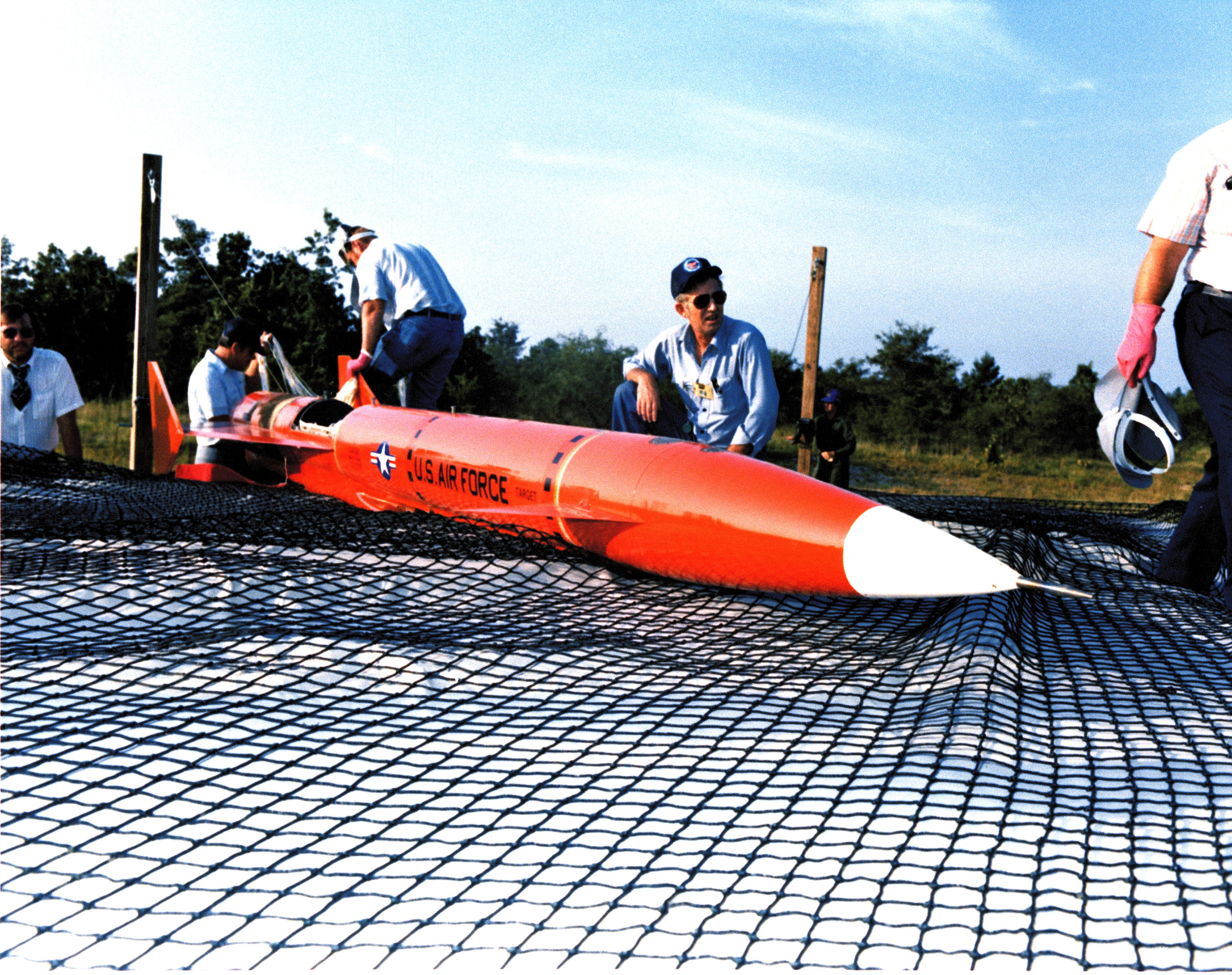
Um AQM-81A Firebolt Model 305.

O AQM-81A Firebolt é um drone alvo produzido pela Beechcraft para uso pela Força Aérea dos Estados Unidos. Ele foi resultado de um desenvolvimento do AQM-37 substituindo os combustíveis hipergólicos (que entram em combustão espontaneamente ao se misturarem) que eram problemáticos por uma nova forma de propulsão sob o projeto "Sandpiper". O programa envolveu colocar "motores híbridos" em alguns AQM-37 que usavam combustível sólido com oxidante armazenável de ácido nítrico. Os testes se mostraram promissores e a força aérea começou a estabelecer o programa "High Altitude Supersonic Target (HAST)" (alvo supersônico de alta altitude, em português) na década de 1970. O HAST sofreu várias dificuldades e o contrato só foi dado em 1979 para a Teledyne Ryan para o Model 305 / AQM-81A Firebolt.
O primeiro Firebolt voou em 13 de junho de 1983, lançado na Eglin AFB, Flórida, a partir de um avião F-4D Phantom II. O novo drone alvo parecia muito com o AQM-37, mas tinha motores híbridos de foguete. O programa de voos testes foi concluído, mas o esforço do programa HAST parou completamente e o AQM-87A nunca entrou em produção.